# Nans (Doubs)
Nans település Franciaországban, Doubs megyében. Lakosainak száma 92 fő (2022. január 1.). Nans Cubrial, Cubry, Cuse-et-Adrisans, Fontenelle-Montby és Uzelle községekkel határos.

## Népesség
A település népességének változása:
| Lakosok száma | 89   | 99   | 95   | 80   | 97   | 102  | 100  | 94   | 93   | 92   |
|               | 1968 | 1982 | 1990 | 2006 | 2013 | 2015 | 2017 | 2019 | 2020 | 2022 |